# Пьолле, Вильфрид
Вильфри́д Пьолле́ (фр. Wilfride Piollet; 28 апреля 1943, Сен-Ранбер-д'Альбон, департамент Дром, Франция — 20 января 2015) — французская балерина, хореограф и педагог, многолетняя солистка балетной труппы театра «Парижская опера».

## Биография
В 1955 году поступила в балетную школу при Парижской опере, где познакомилась со своим будущим мужем и балетным партнёром Жаном Гизри. Через пять лет — в составе балетной труппы театра.
В 1969 году в возрасте 26 лет после спектакля «Этюд» Ландера стала этуалью театра. Исполняла ведущие партии в таких классических балетах XIX и XX века, как «Жизель», «Сильфида», «Дафнис и Хлоя» Жоржа Скибина, «Сюита в белом» Сержа Лифаря, «Павана мавра» Хосе Лимона, «Четыре темперамента» или «Цыганка» Баланчина, «Свадьба» и «Webern, opus V» Бежара, «Ореол» Пола Тейлора. Была одной из партнёрш Нуреева.
В тот момент Парижская опера считалась очень академическим театром. Однако, в 1973 году возглавить балетную труппу был приглашён американский балетмейстер Мерс Каннингем, который поставил на осовременивание балетных спектаклей Парижской оперы. Пьолле и Гизри оказались среди тех, кто его поддержали с самого начала и даже специально съездили в Нью-Йорк, чтобы ознакомиться с работами хореографа. После этого в театре были поставлены многие балеты современных авторов, в которых главные партии исполняли Пьолле и Гизри. Среди этих спектаклей — такие, как «Пульчинелла» Дугласа Данна, «Mad Rush» Лусинды Чайлдс, «Путешественники» Доминика Багуэ и другие.
Постепенно обновление балета стало общей темой для большинства театров Франции. Однако, именно в этот момент (к началу 1980-х годов), Пьолле и Гизри снова решили отойти от тренда и приняли участие в постановке нескольких барочных балетов.
В 1983 году Пьолле закончила свою карьеру балерины и покинула Парижскую оперу. Однако, в 1988 году она снова вернулась сюда в качестве приглашённой звезды.
С 1983 по 2008 год Пьолле преподавала в Парижской Высшей национальной консерватории музыки и танца. Являлась постановщицей нескольких балетных спектаклей, таких, как «Le Prince de Bois», «Lettera Amorosa», «Momerie…» Автор двух книг по технике использования балетного станка.